# Цона Артиђанале Калцгрубер (Болцано)
Цона Артиђанале Калцгрубер је насеље у Италији у округу Болцано, региону Трентино-Јужни Тирол.
Према процени из 2011. у насељу је живело 7 становника. Насеље се налази на надморској висини од 555 м.